# Агафонов, Николай Яковлевич
Никола́й Я́ковлевич Агафо́нов (25 ноября (7 декабря) 1842 — 6 (19) июля 1908 или 7 (20) июля 1908)  — казанский краевед, библиограф, редактор-издатель «Камско-Волжской газеты», один из основателей Общества археологии, истории и этнографии при Казанском университете.

## Биография
Из мещан. Не получив гимназического образования, состоял вольнослушателем Казанского университета (1866–1867). Получил свидетельство домашнего учителя, давал уроки. Служил в Государственном банке (1875—1881), затем до конца жизни бухгалтером в управлении Казанского учебного округа.
Литературную деятельность начал с 1863. Сотрудничал в «Справочном листке г. Казани» профессора С. М. Шпилевского и в «Казанском биржевом листке» профессора А. К. Чугунова, в «Санкт-Петербургских ведомостях» Е. Корша и др.
С 1872 издавал одну из лучших провинциальных газет «Камско-Волжскую газету», которая в 1874 должна была прекратиться, так как редакции предложено было подвергаться цензуре в Москве. При участии своих бывших сотрудников издал сборник «Первый шаг», II том которого был запрещён. Издал несколько брошюр и «Материалы» для библиографии сочинений И. С. Тургенева.
Исследовал казанские некрополи.
Библиотека Н. Я. Агафонова поступила в фонд Библиотеки Санкт-Петербургского Института истории РАН в составе библиотеки Н. П. Лихачёва в 1936 году и была рассредоточена в фонде Научной библиотеки СПбИИ. Часть коллекции находится в библиотеке Казанского университета и Российской национальной библиотеки. Оставшаяся часть библиотеки Н. Я. Агафонова была распродана антикварами Казани и Петербурга.
Могила Н. Я. Агафонова утеряна.